# Johan Anders Areskoug
Johan Anders ”Janne” Areskoug, född 31 maj 1830 i Sjörups socken, död 18 februari 1901 i Kristianstad, var en svensk jurist och häradshövding.
Areskoug genomgick Ystads Läroverk samt blev 1848 student i Lund, där han 1851 även avlade hovrättsexamen. Därefter biträdde han tingsgöromål, främst i Ingelstads och Jerrestads domsaga och höll därstädes häradsting. Han utnämndes 1857 till vice häradshövding. Han befordrades 1865 till notarie i skånska hovrätten och 1873 till häradshövding i Västra Göinge häradsdomsaga. Innan sin sista befordring hade Areskoug bland annat tjänstgjort som länsnotarie i Kristianstads län samt varit tillförordnad landssekreterare. Han var även ordinarie fiskal i hovrätten och ledamot där flera gånger. Areskoug beskrivs som en ansedd ämbetsman samt duglig och skarpsinnig domare. Efter domsagans tillträdande var han i över 1 år adjungerad ledamot i skånska hovrätten. Vid civilstatens fullmäktiges 5 års sammanträde så var han fullmäktig i civilstatens pensionsinrättning i Kristianstads län. Areskoug var även styrelseledamot i Kristianstads enskilda bank.
Som näst äldsta son ärvde han ej släktens fideikommiss, men efter att brorsönerna dog barnlösa, gick fideikommisset vidare till Johan Anders Areskougs barnbarn. Fideikommisset upplöstes år 1975 enligt 1963 års lag om avveckling av fideikommiss.
Areskoug var riddare av Nordstjärneorden (RNO), vilket han blev 1883.
Johan Anders Areskoug var son till vice kronofogden Magnus Ulric Areskoug och Anna Helena Ekberg, därigenom bror till Magnus Holger Areskoug och Carl Gustaf Areskoug. Han var gift med dottern till landssekreteraren Carl Arcadius Olson, Henrietta Elisabeth Maria Olson från 1867 till sin död 1901. Tillsammans fick paret sex barn. Dottern Maria Sophia Thomasine Areskoug (1871–1962) var gift med Hugo Warmark och sonen John Magnus Areskoug var gift med en av sjukgymnasten Henrik Kellgrens döttrar.
Johan Anders Areskoug avled i sviterna av sockersjuka (diabetes) 1901 och ligger begraven på Kristianstads östra begravningsplats tillsammans med sin hustru.